# 연극연출가

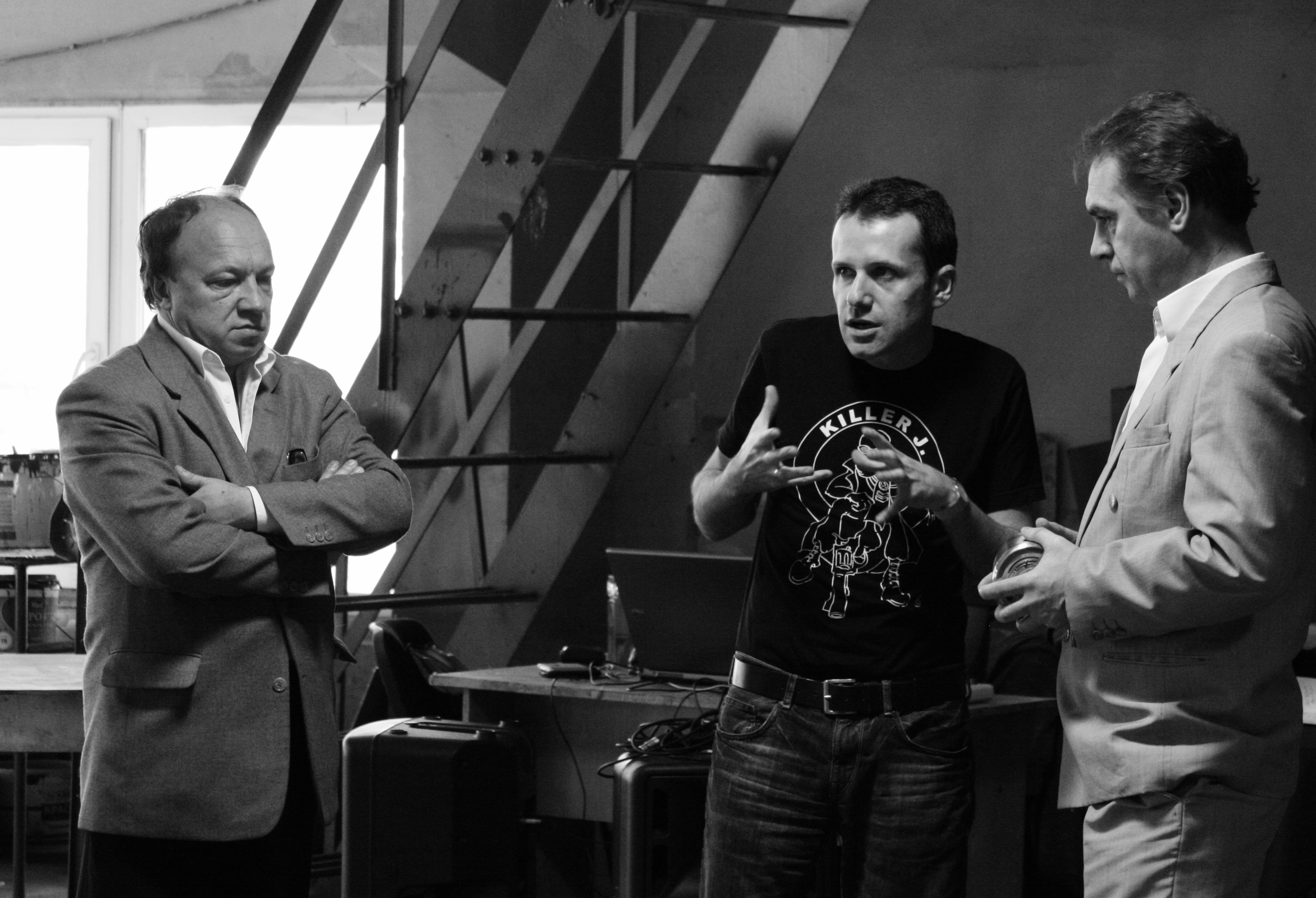
지시를 제공하는 연출가

연극연출가 또는 무대연출가는 연극, 오페라, 무용, 드라마, 뮤지컬 공연 등 연극 제작의 다양한 노력과 제작 측면을 통합하여 총괄하고 조율하는 연극 분야의 전문가이다. 연출가의 역할은 연극 제작의 품질과 완성도를 보장하고 창작팀 구성원이 자신의 예술적 비전을 실현하도록 이끄는 것이다. 연출가는 창의적인 개인 및 기타 직원으로 구성된 팀과 협력하여 기술 및 성능 측면을 포함한 제작의 모든 측면에 대한 연구를 조정하고 작업한다. 기술적 측면에는 무대 제작, 의상 디자인, 연극 속성(소품), 조명 디자인, 세트 디자인, 제작을 위한 사운드 디자인이 포함된다. 공연 측면에는 연기, 댄스, 오케스트라, 성가, 무대 전투가 포함된다.
작품이 새로운 작문이거나 연극의 (새로운) 번역인 경우 연출가는 극작가 또는 번역가와 함께 작업할 수도 있다. 현대 연극에서는 극작가 다음으로 연출가가 일반적으로 주요 선구자로서 연극과 무대 연출의 예술적 개념과 해석을 결정한다. 각 극단의 구조와 철학에 따라 다양한 연출가들이 각기 다른 권한과 책임을 맡는다. 연출가는 다양한 기술, 철학, 협업 수준을 사용한다.

## 같이 보기
- 즉흥극
- 메소드 연기
- 영화 감독 목록